# Матчи сборной России по футболу 2000
В 2000 году сборная России по футболу провела 8 матчей, в которых одержала 5 побед, сыграла дважды вничью и один раз проиграла.

## Список встреч
Товарищеский матч
| 23 февраля 2000 | \| Израиль \| 4:1 (3:0) \| Россия \| \| Бадир 3′, 36′ · Уди 17′ · Нимни[англ.] 88′ \| Голы \| Бесчастных 59′ (пен.) \| | Стадион: «Кирьят Элиезер», Хайфа Зрителей: 12 000 Судья: Андреас Георгиу |
| Израиль: Р. Коэн (Корнфейн, 46'), А. Харази (Хальфон, 46'), Талкер, Шелах, Бенадо, Кейси, Банин (к), Нимни, Таль (Талесников, 46'), Бадир, Уди (Тургеман, 66'). Главный тренер: Рихард Мёллер-Нильсен. Россия: Черчесов, Хлестов, Хохлов (Бут, 65'), Смертин, Яновский (Тетрадзе, 46'), Семак, Онопко (к), Аленичев, Титов (Чугайнов, 46'), Панов (Ширко, 46'), Тихонов (Бесчастных, 46'). Главный тренер: Олег Романцев. Предупреждения: Таль (22'), Банин (45'), Бадир (55'); Хлестов (30'), Хохлов (45'), Онопко (71'), Бесчастных (77'). | |                                                                          |
| Израиль | 4:1 (3:0) | Россия                                                                   |
| Бадир 3′, 36′ · Уди 17′ · Нимни 88′ | Голы | Бесчастных 59′ (пен.)                                                    |

Неофициальный товарищеский матч
| 28 марта 2000 | \| Германия II \| 4:4 (0:1) \| Россия \| \| Данди 57′ · Шебескен 78′ · Пасслакк 86′ · Райхенбергер 87′ \| Голы \| Семак 27′ · Бесчастных 51′ · Титов 67′, 89′ \| | Стадион: «Биберер Берг», Оффенбах Зрителей: 4 000 Судья: Майкл Райли |
| Германия II: Бутт, Пасслакк, Шебечкен, Хертч, Грайлих, Гербер, Шнайдер, Мауль, Данди (Райхенбергер, 77'), Риккен (Кетелайер, 46'), Гебхардт (Зайц, 46'). Главный тренер: Хорст Хрубеш. Россия: Корнюхин, Тетрадзе, Аленичев (Бут, 46'), Смертин (Хохлов, 46'), Деменко, Чугайнов, Онопко, Карпин (Дроздов, 67'), Титов, Семак (Панов, 73'), Бесчастных. Главный тренер: Олег Романцев. | |                                                                      |
| Германия II | 4:4 (0:1) | Россия                                                               |
| Данди 57′ · Шебескен 78′ · Пасслакк 86′ · Райхенбергер 87′ | Голы | Семак 27′ · Бесчастных 51′ · Титов 67′, 89′                          |

Товарищеский матч
| 26 апреля 2000 | \| Россия \| 2:0 (0:0) \| США \| \| Титов 63′ · Карпин 90′ \| Голы \| \| | Стадион: «Динамо», Москва Зрителей: 15 000 Судья: Дарюс Мижелюс |
| Россия: Нигматуллин, Хлестов, Хохлов (Тихонов, 46'), Смертин, Соломатин, Деменко, Аленичев (Онопко, 46'), Карпин (к), Титов, Семак (Панов, 61'), Бесчастных. Главный тренер: Олег Романцев. США: Келлер, Хейдук (Уэст, 89'), Берхальтер, Фрейзер, Реджис, Льюис (Крейс, 74'), Рейна (к), Джоунз, Армас (Диринг, 46'), Сэнна, Макбрайд. Предупреждения: Смертин (35'), Сэнна (41'), Хейдук (85'). |                                                                          |                                                                 |
| Россия | 2:0 (0:0)                                                                | США                                                             |
| Титов 63′ · Карпин 90′ | Голы                                                                     |                                                                 |

Товарищеский матч
| 31 мая 2000 | \| Россия \| 1:1 (0:1) \| Словакия \| \| Бесчастных 60′ \| Голы \| Фабуш 25′ \| | Стадион: «Динамо», Москва Зрителей: 8 000 Судья: Андрей Яковлев |
| Россия: Филимонов, Хлестов, Хохлов (Семак, 46'), Нижегородов, Гусев, Деменко (Дроздов, 69'), Онопко (к), Бесчастных, Титов, Бузникин (Панов, 46'), Тихонов (Лоськов, 72'). Главный тренер: Олег Романцев. Словакия: Бучек, Кратохвил, Карган, Тимко, Варга (к), Валахович, Немет, Яночко (Словак, 63'), Уйлаки (Пинте, 57'; Ежек, 90'), Дубовский (Дзурик, 76'), Фабуш (Кожух, 63'). Предупреждения: Хлестов (23'), Кратохвил (26'), Дубовский (56'), Карган (57'), Валахович (88'). |                                                                                 |                                                                 |
| Россия | 1:1 (0:1)                                                                       | Словакия                                                        |
| Бесчастных 60′ | Голы                                                                            | Фабуш 25′                                                       |

Товарищеский матч
| 4 июня 2000 | \| Молдова \| 0:1 (0:1) \| Россия \| \| \| Голы \| Бузникин 14′ \| | Стадион: Республиканский стадион, Кишинёв Зрителей: 16 000 Судьи: Аттила Абрахам, Дьёрдь Ринг, Я. Балашти. |
| Молдавия: Хмарук, Коваленко, Сосновский, Тестимицану, Ребежа (Попеску, 67'), Осипенко (Гайдамащук, 53'), Куртиян (к), Опря, Шишкин (Катынсус, 46'), С. Епуряну (Рогачёв, 79'), Клещенко. Главный тренер: Александр Мацюра. Россия: Нигматуллин, Хлестов, В. Булатов (Хохлов, 53'), Нижегородов, Гусев, Бушманов, Онопко (к) (Дроздов, 59'), Бесчастных (Семак, 53'), Титов, Бузникин (Панов, 52'), Тихонов (Лоськов, 76'). Главный тренер: Олег Романцев. Предупреждение: Дроздов (64'). Удаление: Дроздов (78', повторное предупреждение). |                                                                    | |
| Молдова | 0:1 (0:1)                                                          | Россия |
| | Голы                                                               | Бузникин 14′                                                                                               |

Товарищеский матч
| 16 августа 2000 | \| Россия \| 1:0 (0:0) \| Израиль \| \| Бузникин 82′ \| Голы \| \| | Стадион: «Лужники», Москва Зрителей: 13 000 Судья: Славик Казарян |
| Россия: Нигматуллин, Хлестов, Хохлов (Лоськов, 66'), Смертин, Соломатин, Семак, Онопко (к), Карпин, Аленичев, Панов (Бузникин, 46'), Бесчастных (Мостовой, 46'). Главный тренер: Олег Романцев. Израиль: Элимелех, Харази, Талкер, Шелах, Брумер, Кейси, Банин (к), Нимни (Талесников, 85'), Бадир (Хазан, 66'), Беркович, Балили (Бенаюн, 66'). Предупреждения: Кейси (20'), Банин (83'). |                                                                    |                                                                   |
| Россия | 1:0 (0:0)                                                          | Израиль                                                           |
| Бузникин 82′ | Голы                                                               |                                                                   |

Отборочная стадия XVII чемпионата мира. Матч группы 1 зоны УЕФА
| 2 сентября 2000 | \| Швейцария \| 0:1 (0:0) \| Россия \| \| \| Голы \| Бесчастных 74′ \| | Стадион: «Хардтурм», Цюрих Зрителей: 15 550 Судья: Ким Милтон Нильсен |
| Швейцария: Пасколо, Лубамба, Маццарелли (Бюльманн, 72'), Аншо, Мюллер, Фогель, Канталуппи (Викки, 64'), Х. Якин (Нкуфо, 64'), Рей, Сфорца (к), Комизетти. Россия: Нигматуллин, Хлестов, Чугайнов, Смертин, Гусев (Аленичев, 52'), Дроздов, Онопко (к), Карпин, Титов (Панов, 46'; Семак, 88'), Мостовой, Бесчастных. Главный тренер: Олег Романцев. Предупреждения: Дроздов (9'), Сфорца (11'), Мостовой (33'), Хлестов (52'), Аленичев (86'), Аншо (90'). |                                                                        |                                                                       |
| Швейцария | 0:1 (0:0)                                                              | Россия                                                                |
| | Голы                                                                   | Бесчастных 74′                                                        |

Отборочная стадия XVII чемпионата мира. Матч группы 1 зоны УЕФА
| 11 октября 2000 | \| Россия \| 3:0 (1:0) \| Люксембург \| \| Бузникин 19′ · Хохлов 57′ · Титов 90+2′ \| Голы \| \| | Стадион: «Динамо», Москва Зрителей: 12 000 Судья: Джон Ферри |
| Россия: Нигматуллин, Хлестов, Хохлов, Смертин, Тетрадзе, Бузникин, Онопко (к), Карпин, Титов, Мостовой, Бесчастных. Главный тренер: Олег Романцев. Люксембург: Жилле, Функ (Феррон, 86'), Шаульс, Ванек, Штрассер, Сайбене (к), Петерс, Хольц, С. Шнайдер (Позинг, 77'), Кардони, Хусс (Зарицкий, 61'). Главный тренер: Поль Филипп. Предупреждения: Сайбене (34'), Мостовой (44'), Ванек (88'). |                                                                                                  |                                                              |
| Россия | 3:0 (1:0)                                                                                        | Люксембург                                                   |
| Бузникин 19′ · Хохлов 57′ · Титов 90+2′ | Голы                                                                                             |                                                              |

## Авторы забитых мячей
3 мяча
- Владимир Бесчастных
- Максим Бузникин

2 мяча
- Егор Титов

1 мяч
- Валерий Карпин
- Дмитрий Хохлов

## Авторы пропущенных мячей
2 мяча
- Валид Бадир

1 мяч
- Ави Нимни
- Кфир Уди
- Мартин Фабуш

## Инциденты
- На 7 октября был запланирован гостевой матч отборочного турнира чемпионата мира против сборной Югославии[1]. 3 октября в связи с напряжённой политической ситуацией в Югославии матч был перенесён на 25 апреля 2001 года[2].
- Матч 2 сентября 2000 года против Швейцарии транслировался на стадионе «Динамо», организацией трансляции занимался телеканал ТВЦ. Во время трансляции на стадионе в Петровском парке произошли массовые беспорядки, спровоцированные группой ультрас в середине первого тайма[3]. Пострадали 13 человек, из них четверо были отправлены в больницу с закрытыми черепно-мозговыми травмами. По сообщению одного из болельщиков, драку завязали экстремальные фанаты ЦСКА[4].
- 31 мая 2000 года планировалось провести товарищеский матч сборной России против Англии, однако ещё зимой англичане отказались и выбрали в качестве спарринг-партнёра Украину[5].